# Sinophora
Sinophora is een geslacht van halfvleugeligen uit de familie Aphrophoridae. De wetenschappelijke naam van dit geslacht is voor het eerst geldig gepubliceerd in 1902 door Melichar.

## Soorten
Het geslacht Sinophora omvat de volgende soorten:
- Sinophora chuzenjiana Matsumura, 1942
- Sinophora fusca Metcalf & Horton, 1934
- Sinophora hasegawai Matsumura, 1942
- Sinophora hatimantaiana Matsumura, 1942
- Sinophora hoshiana Matsumura, 1942
- Sinophora iwateana Matsumura, 1942
- Sinophora japonica Matsumura, 1942
- Sinophora koreana Matsumura, 1942
- Sinophora maculosa Melichar, 1902
- Sinophora mitakeana Matsumura, 1942
- Sinophora nigroscutellata Matsumura, 1942
- Sinophora submacula Metcalf & Horton, 1934
- Sinophora yatugadakeana Matsumura, 1942